# Live in Budapest at Bela Bartók National Concert Hall

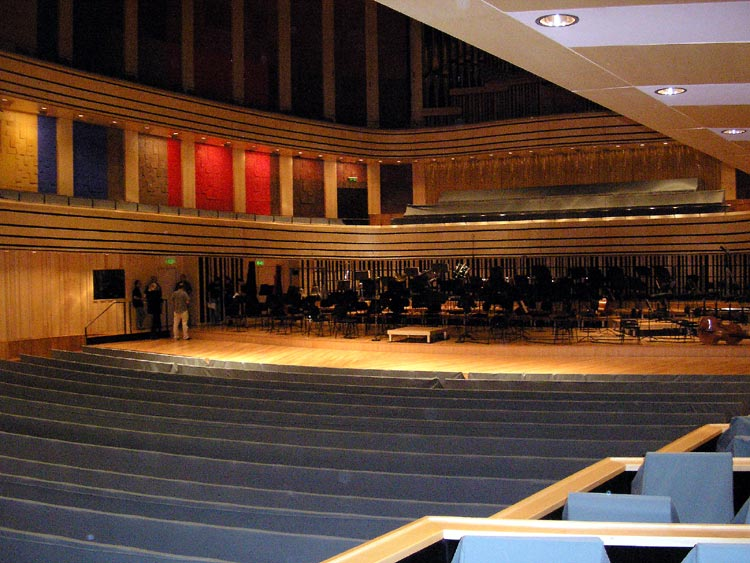
Béla Bartók Concertzaal

Live in Budapest at Bela Bartók National Concert Hall is een livealbum van Tangerine Dream. Het album bevat de registratie van het concert dat de band gaf in de Béla Bartók Concertzaal in Boedapest op 10 april 2012. Het album zou in eerste instantie al eind oktober 2012 worden verspreid, maar de band was niet tevreden met de mastering. Bij de definitieve uitvoering ging ook iets mis. Living in eternity wordt op de buitenomslag niet genoemd, wel in het boekje. Bianca F. Acquiaye is mevrouw Froese.

## Musici
- Edgar Froese – synthesizers, elektronica
- Thorsten Quaeschning – toetsinstrumenten, elektronica
- Linda Spa – dwarsfluit, saxofoon, toetsinstrumenten
- Iris Camaa – (elektronische) percussie
- Bernhard Beibl – gitaar
- Hoshiko Yamane – elektrische viool en cello

## Muziek
| Nr. | Titel                                      | Duur |
| --- | ------------------------------------------ | ---- |
| 1.  | The sensational fall of the master builder | 8:41 |
| 2.  | Breaching sky                              | 4:08 |
| 3.  | Morphing                                   | 4:18 |
| 4.  | Song of the whale (to dusk)                | 7:54 |
| 5.  | Ayumi’s loom                               | 4:43 |
| 6.  | Logos                                      | 6:23 |
| 7.  | Purple of all curtains                     | 4:15 |
| 8.  | Mormontel riding on a clef                 | 7:59 |
| 9.  | Living in eternity                         | 4:05 |
| 10. | The silver boots of Bartlett Green         | 8:02 |

| Nr. | Titel                   | Duur |
| --- | ----------------------- | ---- |
| 1.  | Ricochet (excerpt)      | 8:19 |
| 2.  | Hoe! Dhat the alchemist | 7:21 |
| 3.  | Lady Monk               | 4:47 |
| 4.  | Long Island sunset      | 7:07 |
| 5.  | Circle of eternity      | 6:25 |
| 6.  | Blue bridge             | 5:05 |
| 7.  | Alchemy of the heart    | 5:47 |
| 8.  | Adiós a Cusco           | 7:48 |

| Nr. | Titel                        | Duur |
| --- | ---------------------------- | ---- |
| 1.  | Homeless                     | 9:36 |
| 2.  | Warsaw in the sun            | 6;14 |
| 3.  | Transition                   | 6:18 |
| 4.  | Girl on the stairs           | 6:21 |
| 5.  | Summer (Four seasons)        | 3:36 |
| 6.  | One night in space           | 7:22 |
| 7.  | Star Wars theme (R2-D2 joke) | 6;12 |
| 8.  | Caminos del Inca             | 9:19 |